# Korn
Korn (Hordeum vulgare) är ett sädesslag i familjen gräs. Ordet korn refererade ursprungligen till "det vanliga sädeskornet", men har i dag helt tagit över namnet på det sädesslag som tidigare, på fornsvenska, kallades bjugg.

## Användning

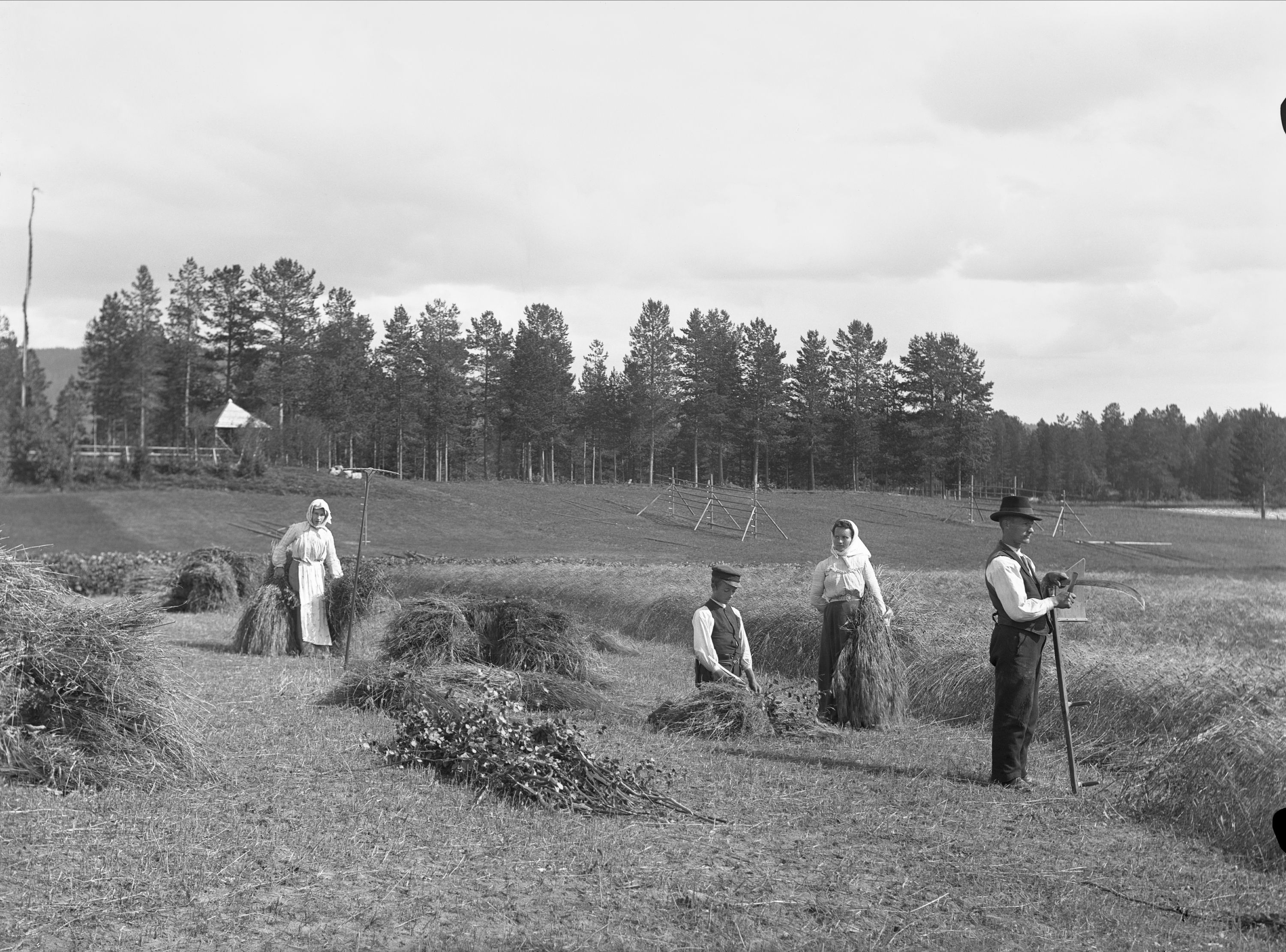
Kornskörd i Ångermanland 1905.

Redan sedan början på yngre stenåldern har både naket korn, en form av sexradigt korn och skalkorn odlats i Norden. Det nakna kornet var det vanliga fram till slutet av bronsåldern, då det sexradiga skalkornet tar över. Under yngre järnålder börjar rågen sakta tränga undan kornet som det främsta sädesslaget med början i söder, och vid 1500-talet var kornet undanträngd som den främsta brödsäden i Svealand och Götaland, och har där främst använts till djurfoder och för maltberedning. I Norrland fortsatte dock kornet att dominera fram till slutet av 1800-talet.
Se även korngryn.

## Underarter

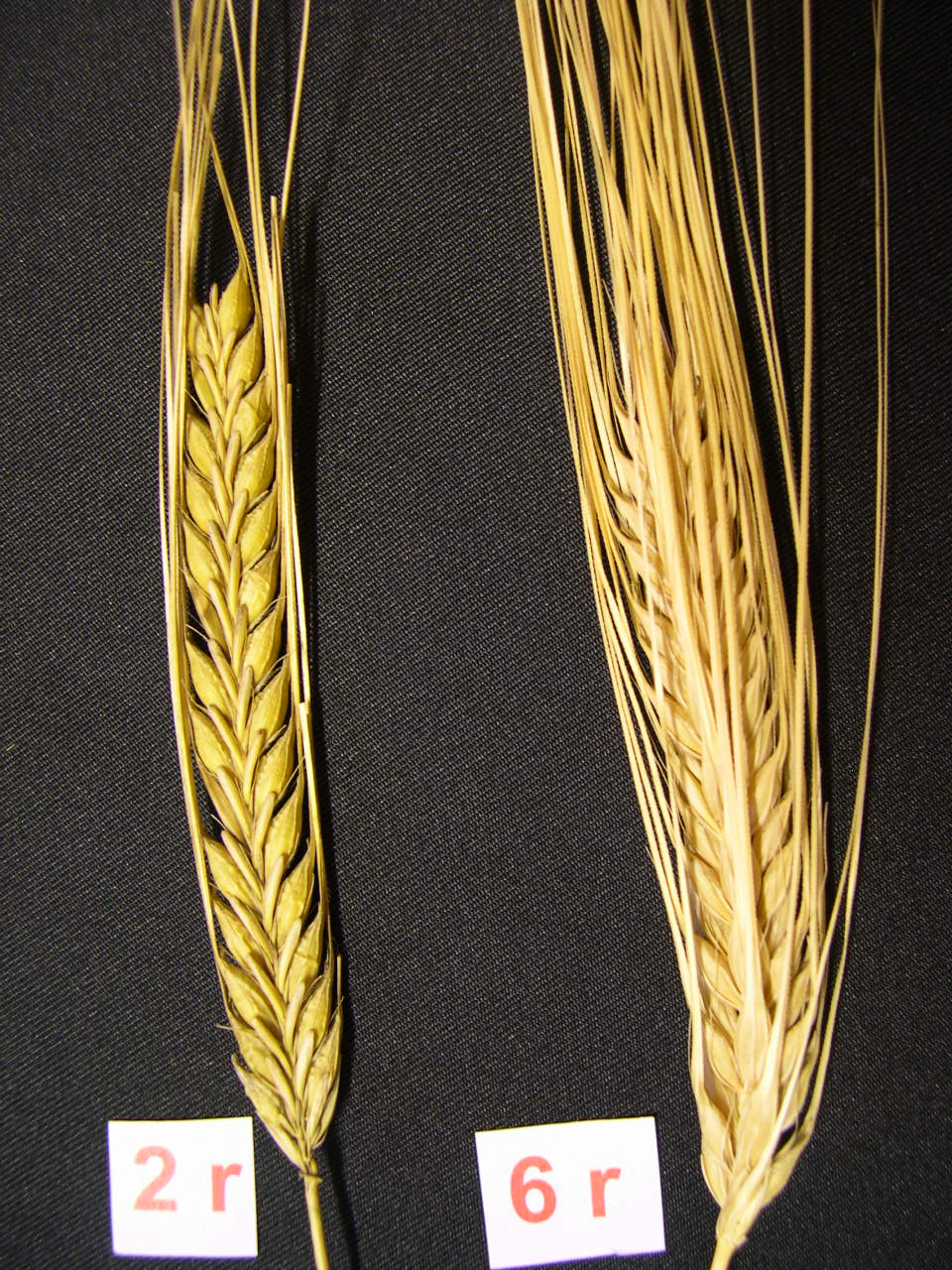
Tvåradigt och sexradigt korn.

Odlat korn förekommer i en rad former som kan hänföras till två huvudgrupper, sexradigt korn och tvåradigt korn. Hos de förstnämnda är alla blommor fruktbara och i det utvecklade axet finns därför sex rader kärnor. Hos tvåradigt korn utvecklas det endast kärnor i det mittersta småaxet vid varje led och axet får därför endast två rader kärnor.
Tvåradigt korn har lägre proteinhalter men högre stärkelsehalter än sexradigt korn. Proteinrika varianter används främst som djurfoder medan stärkelserika sorter lämpar sig bättre som maltkorn.
Av sexradigt korn finns två huvudformer, fyrkantigt korn, hos vilket kärnan i det mittersta småaxet är mera tilltryckt mot axet än sidosmåaxen och därför får ett rektangulärt tvärsnitt, och sexkantigt korn (stjärnax) hos vilket all kärnorna bildar samma vinkel mot axen så att tvärsnitten blir regelbundet sexkantiga eller stjärnformiga.
Hos tvåradigt korn skiljer man mellan bugande korn, som har förhållandevis långa, tämligen öppna ax som innan mognaden böjs om till en hängande ställning, och upprätt korn med kortare och tätare ax, som förblir mera upprätta.
Till maltberedning lämpliga sorter, så kallade maltkorn, finns egentligen bara bland tvåradiga former och utmärks av tunt, finrynkigt skal med föga märkbara nerver samt tjock, kubbig kornform, varmed följer hög stärkelsehalt. 

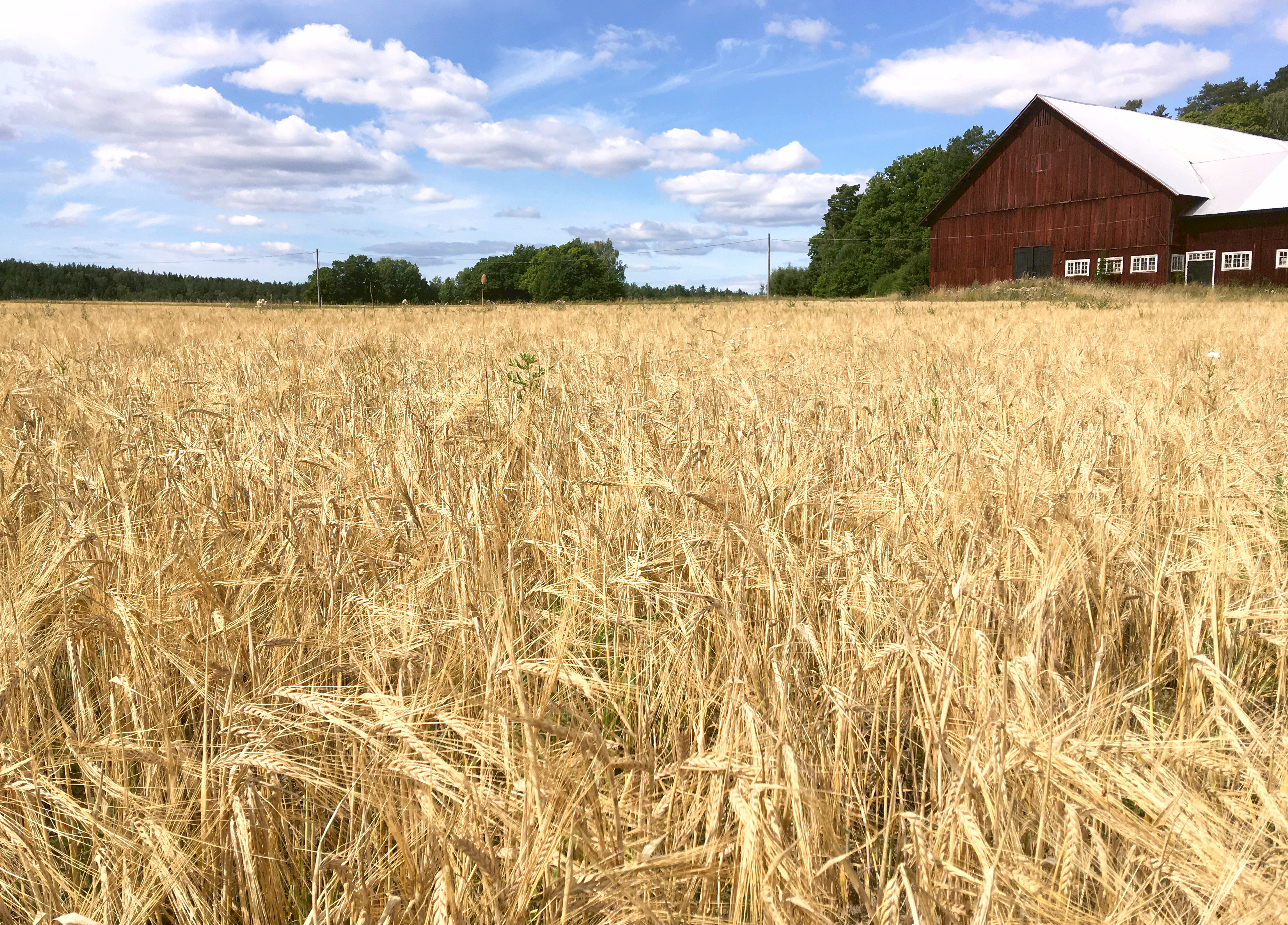
Ett svenskt kornfält i augusti.

## Odling
Korn kan odlas från de kallaste trakter, där inget annat sädesslag når mognad, till subtropiska och tropiska länder. Det fordrar gynnsam jord för att lämna stor skörd, i avseende såväl på dess mekaniska beskaffenhet som på rik tillgång på lätt tillgänglig näring, och går bäst till på något lättare, kalkrik jord i god växtkraft. Typiska skördetidpunkter vid Uppsala: sexradskorn 16-22 augusti, tvåradskorn 28 augusti - 8 september.
I Sverige odlas kornet nästan endast som vårsäd, i Skåne något och i sydligare länder rätt allmänt även som höstsäd.

## Officiell statistik om korn
Den totala kornskörden i Sverige har varierat mellan knappt 160 000 ton år 1941 och drygt 2 700 000 ton år 1984. På Jordbruksverkets webbplats publiceras årligen statistik om hektar- och totalskördar av korn i Jordbruksstatistisk årsbok.
Den areal som odlats med korn i Sverige har varierat mycket kraftigt under 1900-talet. Mellan åren 1951 och 1966 mer än femdubblades kornarealen från drygt 112 000 till cirka 608 000 hektar. Kornet hade sin största utbredning år 1979 med cirka 754 000 hektar, vilket motsvarade 25 % av Sveriges totala åkerareal detta år. På Jordbruksverkets webbplats publiceras årligen statistik om arealen som odlas med korn i det Statistiska meddelandet JO 10 SM Jordbruksmarkens användning. I Eurostats databas publiceras statistik om kornskörd och kornareal i Europa under kategorin Agriculture och underkategorin Regional Agriculture Statistics. I FAO:s databas publiceras statistik om kornskörd och kornareal i världen under kategorin Production och underkategorin Crops.
| Nr                                                                    | Område                 | Produktion (ton) | %        |
| --------------------------------------------------------------------- | ---------------------- | ---------------- | -------- |
| 1                                                                     | Ryssland               | 20 444 258       | 14,15 %  |
| 2                                                                     | Frankrike              | 11 728 556       | 8,12 %   |
| 3                                                                     | Tyskland               | 11 562 800       | 8,00 %   |
| 4                                                                     | Australien             | 9 174 417        | 6,35 %   |
| 5                                                                     | Ukraina                | 9 046 060        | 6,26 %   |
| 6                                                                     | Kanada                 | 7 119 000        | 4,93 %   |
| 7                                                                     | Spanien                | 6 983 109        | 4,83 %   |
| 8                                                                     | Storbritannien         | 6 911 000        | 4,78 %   |
| 9                                                                     | Turkiet                | 6 300 000        | 4,36 %   |
| 10                                                                    | USA                    | 3 952 610        | 2,74 %   |
| 11                                                                    | Danmark                | 3 547 600        | 2,46 %   |
| 12                                                                    | Polen                  | 3 274 826        | 2,27 %   |
| 13                                                                    | Argentina              | 2 901 492        | 2,01 %   |
| 14                                                                    | Iran                   | 2 800 000        | 1,94 %   |
| 15                                                                    | Kazakstan              | 2 411 817        | 1,67 %   |
|                                                                       | Övriga länder          | 36 332 455       | 25,15 %  |
|                                                                       | Total världsproduktion | 144 490 000      | 100,00 % |
| Källa: FN:s livsmedels- och jordbruksorganisation:s data för år 2014. |                        |                  |          |